# Plum Grove
Plum Grove é uma cidade localizada no estado norte-americano do Texas, no Condado de Liberty.

## Demografia
Segundo o censo norte-americano de 2000, a sua população era de 930 habitantes.
Em 2006, foi estimada uma população de 997, um aumento de 67 (7.2%).

## Geografia
De acordo com o United States Census Bureau tem uma área de
18,9 km², dos quais 18,9 km² cobertos por terra e 0,0 km² cobertos por água.

## Localidades na vizinhança
O diagrama seguinte representa as localidades num raio de 16 km ao redor de Plum Grove.